# 碧血黄沙
《碧血黄沙》（英語：Blood and Sand）是一部1941年的美国爱情片，由鲁宾·马莫利安执导，改编自比森特·布拉斯科·伊巴涅斯1908年出版的、批评斗牛的同名西班牙小说。此前，这部小说已经在1916年和1922年翻拍过两次。影片获奧斯卡最佳攝影獎，亦获奥斯卡最佳艺术指导奖提名。

## 剧情
小时候，胡安·加拉多（Juan Gallardo；雷克斯·唐宁饰）一直梦想成为已去世的父亲那样的斗牛士。成年后，他决定前往马德里实现他的梦想。临走前，他向他的青梅竹马卡门·埃斯皮诺萨（Carmen Espinosa；安·托德饰）许诺，等他功成名就后回来娶她。
10年后，加拉多（蒂龙·鲍尔饰）功成名就，衣锦还乡，并迎娶埃斯皮诺萨（琳达·达内尔饰）。他已经成为西班牙最著名的斗牛士，在一场比赛中，他吸引了性感社交名媛多纳·索尔·德·缪尔（Doña Sol des Muire；丽塔·海华斯饰）。

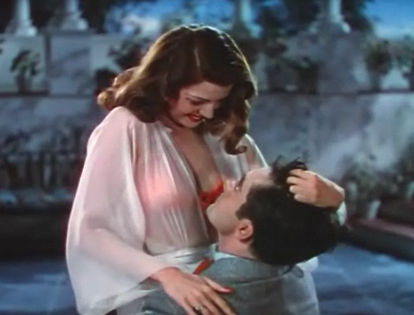
海华丝与鲍尔

胡安出轨多纳·索尔，因过度纵欲而从第一斗牛士的位置上跌落。卡门在得知他的外遇后离开了他。他儿时的好友马诺洛（Manolo de Palma；安東尼·奎恩饰）取代他成为第一斗牛士。
失去一切后，忏悔的胡安乞求原谅，被卡门带回家。他答应她不再斗牛，但希望进行最后一场比赛以证明自己仍然是一名伟大的斗牛士。然而，他就像他的父亲一样被公牛顶伤，最终死在卡门的怀抱中。马诺洛战胜了公牛，在洒满胡安鲜血的沙子上向人群鞠躬。

## 制作
剧组为多娜·索尔这个角色挑选了30多名演员，包括珍·泰妮和多萝西·拉穆尔。最初选定的是卡洛尔·兰迪斯，但她拒绝将头发染红，因此改为海华斯。导演的布景灵感来自画家埃尔·格列柯、戈雅和委拉斯开兹的作品。拍摄期间，他随身携带喷漆枪，以便随时更改道具的颜色。片中的一些阴影是他自己画出来的，而非依靠灯光。
影片的外景长镜头在墨西哥城的斗牛场拍摄，斗牛士阿米里塔（Fermín Espinosa "Armillita Chico"）担任指导，个别斗牛镜头中担任鲍尔的替身。巴德·伯蒂彻也是剧组的担任技术顾问，负责斗牛术和舞蹈。
与当时的大多数电影不同，这部电影没有进行预映，1941年5月在中國戲院直接首映。
1941年10月20日，由鲍尔和他当时的妻子安娜贝拉饰演卡门的电影广播剧播出。